# Río Taro
El Taro (en latín, Tarus) es un río de la Italia septentrional, con una longitud de 126 km. Es uno de los cuatro principales afluentes del Po por la derecha. Discurre casi por entero por la provincia de Parma, al oeste de la ciudad de Parma. El Taro desemboca en el río Po al norte de Parma, en la fracción de Gramignazzo, municipio de Sissa.
La cuenca hidrográfica del Taro ocupa una superficie de 2.026 km²; sus afluentes más importante son el Ceno, el Recchio y el Stirone. Tanto el Taro como el Ceno surgen en el Monte Penna (1.735 m), ubicado en los montes Apeninos cruzando las provincias de Génova y Parma.
El río muestra un fuerte carácter estacional. En el verano puede fácilmente estar seco, mientras que en períodos lluviosos puede llegar a un caudal de 1000 m³/s: esta cifra puede llegar a doblarse en ocasiones (llamadas Piene centennali, "Inundaciones seculares"), como la del 9 de noviembre de 1982.
El valle del Taro tuvo una importancia estratégica relevante en la Edad Media, pues lo cruza la Vía Francígena, la principal conexión entre Roma y Francia en aquella época. Durante la conquista francesa de Italia en el curso de las guerras napoleónicas, el río dio su nombre a un Départment; véase Taro (departamento).
Hay un área protegida, 20 kilómetros del curso fluvial entre Fornovo di Taro y Ponte Taro forman el Parque natural regional del Taro, caracterizado por numerosos islotes de arena y grava, así como una amplia variedad de flora y fauna.

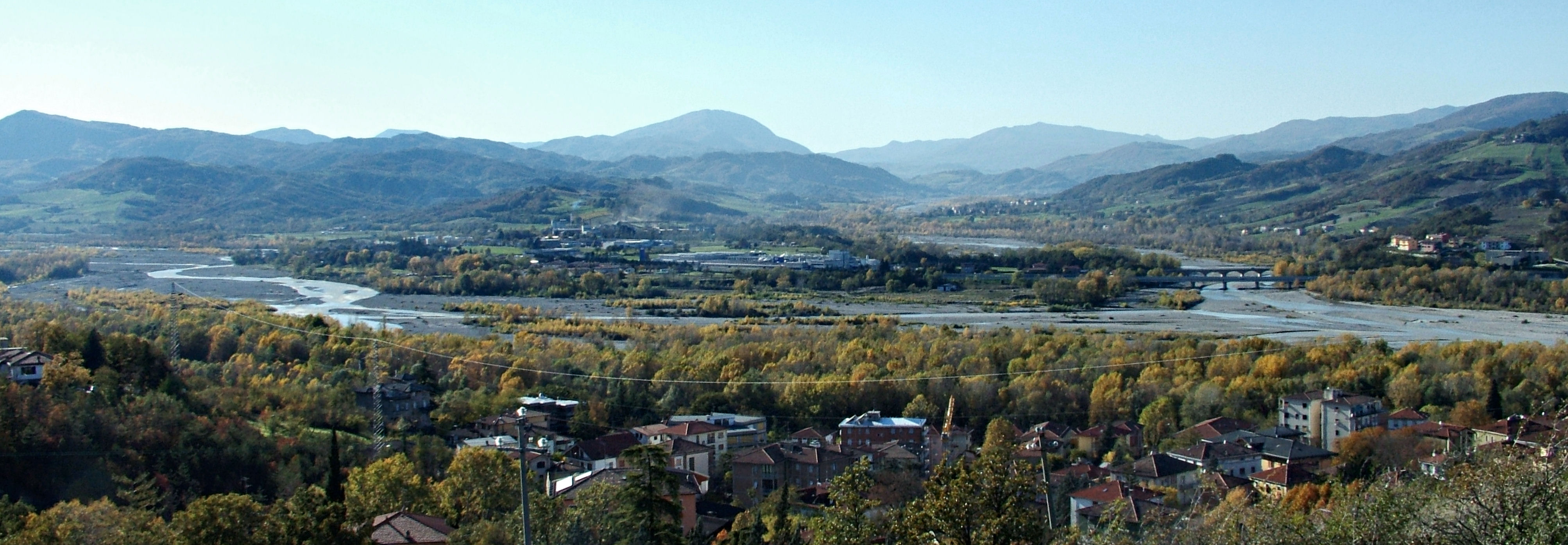
Confluencia del río Ceno (a la derecha) en el río Taro (a la izquierda) a la altura de la localidad de Rubbiano en el municipio de Solignano, en primer plano la localidad de Fornovo di Taro.